# 郡山市立郡山第一中学校
郡山市立郡山第一中学校（こおりやましりつ こおりやまだいいちちゅうがっこう）は、福島県郡山市菜根にある公立の中学校。
1961年よりベルマーク運動に参加。ベルマーク収集活動に力を入れており、全国の小中学校の中で累計点数が第一位となっている。

## 沿革
- 1948年（昭和23年）[3]
  - 4月1日 - 郡山市立郡山第一中学校として創立。
  - 9月6日 - 開校。
- 1952年（昭和27年）11月14日 - 校歌制定。（作詞：土岐善麿、作曲：信時潔[4]）
- 1979年（昭和54年）4月1日 - 郡山市立郡山第七中学校が校区分離。

## 進学前小学校
- 郡山市立開成小学校
- 郡山市立薫小学校
- 郡山市立大成小学校
- 郡山市立朝日が丘小学校
- 郡山市立柴宮小学校

## 出身者
- 柳沼淳子
- 深雪さなえ

## 周辺
- 内環状線
- ヨークベニマル菜根店
- 大東銀行鶴見坦支店
- 福島銀行菜根支店
- ザ・モール郡山店